# 백암면
백암면(白岩面)은 대한민국 경기도 용인시 처인구의 면이다. 시 최동남단에 위치해 있으며 순대가 유명하다. 옥산리에는 한택식물원이 위치해있다.

동쪽으로는 이천시 모가면 및 안성시 일죽면, 서쪽으로는 원삼면, 남쪽으로는 안성시 보개면, 삼죽면, 죽산면, 북쪽으로는 이천시 호법면, 마장면과 인접해있다.

## 연혁
- 죽산군 근삼면에 속함
- 1914년 : 행정 구역 통폐합으로 죽산군의 근일면, 근삼면, 양지군의 박곡면, 고안면 등 용인군 바깥쪽의 4개 면을 합쳤다는 의미에서 외사면이라 칭함
- 1973년 7월 1일 : 원삼면 가좌리를 편입[1]
- 1996년 3월 1일 : 외사면에서 백암면으로 변경

## 인구

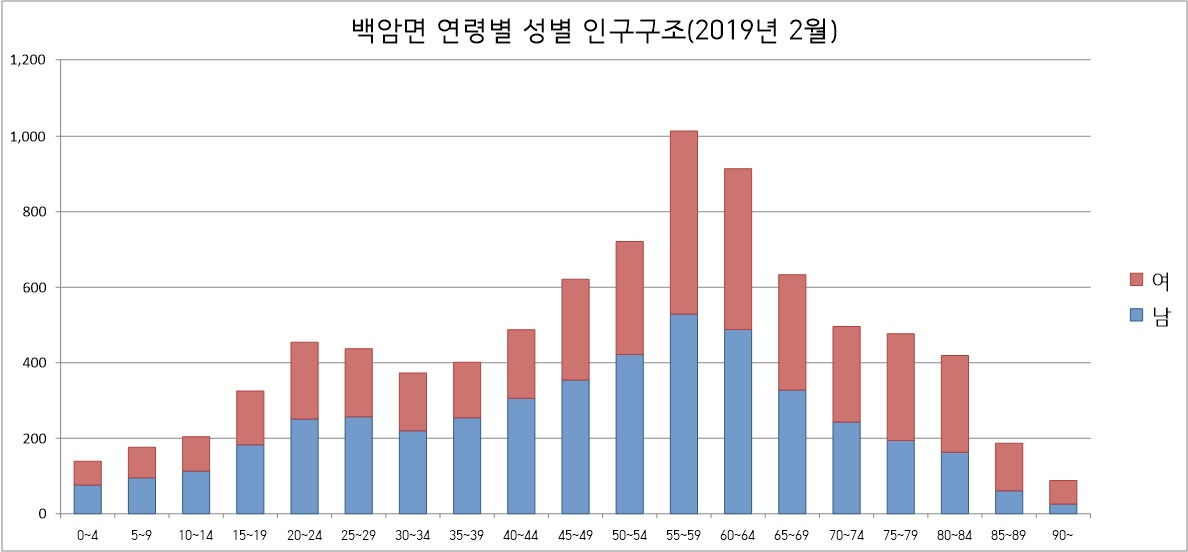
백암면 성별 연령별 인구 구조

백암면의 인구는 8,566명(2019년 2월 28일 기준, 내국인)으로 용인시 전체 인구의 0.8%를 차지한다. 남자는 4,563명, 여자는 4,003명이다.
외국인은 남자 544명 여자 111명으로 총 655명이다. 
백암면의 인구 구조는 농촌 지역의 특성이 나타나서 유소년(15세 미만) 인구 비율은 6.1%로 용인시 전체 16.1%보다 적으며 노년(65세 이상) 인구 비율은 26.9%로 용인시 전체 12.2%보다 높게 나타난다.

## 행정 구역
본래 죽산군 근삼면에 속해 백암 등 14개동리를 관할하고 있었다가 1914년 행정 구역 통폐합으로 가창리, 백암리, 근창리, 근곡리, 근삼리, 용천리, 장평리, 석천리, 옥산리, 백봉리, 고안리 등 12개 동리를 관할하게 되었고 면소재지를 백암리에 두게 되었다.
| 법정리 | 한자명 | 행정리                                                                 |
| ------ | ------ | ---------------------------------------------------------------------- |
| 가좌리 | 加佐里 | 가좌1리, 가좌2리                                                       |
| 가창리 | 稼倉里 | 가창1리, 가창2리, 가창3리, 가창4리, 가창5리                            |
| 고안리 | 高安里 | 고안1리, 고안2리, 고안3리, 고안4리                                     |
| 근곡리 | 近谷里 | 근곡1리, 근곡2리, 근곡3리                                              |
| 근삼리 | 近三里 | 근삼1리, 근삼2리, 근삼3리, 근삼4리, 근삼5리, 근삼6리, 근삼7리          |
| 근창리 | 近倉里 | 근창1리, 근창2리, 근창3리, 근창4리, 근창5리                            |
| 박곡리 | 朴谷里 | 박곡1리, 박곡2리, 박곡3리, 박곡4리, 박곡5리                            |
| 백봉리 | 栢峯里 | 백봉1리, 백봉2리, 백봉3리, 백봉4리, 백봉5리, 백봉6리, 백봉7리, 백봉8리 |
| 백암리 | 白岩里 | 백암1리, 백암2리, 백암3리, 백암4리, 백암5리                            |
| 석천리 | 石川里 | 석천1리, 석천2리, 석천3리                                              |
| 옥산리 | 玉山里 | 옥산1리, 옥산2리, 옥산3리, 옥산4리                                     |
| 용천리 | 湧泉里 | 용천1리, 용천2리, 용천3리, 용천4리                                     |
| 장평리 | 長坪里 | 장평1리, 장평2리, 장평3리, 장평4리                                     |